# Penfigóide gestacional
Penfigóide gestacional é uma dermatose da gravidez. É uma doença autoimune e bolhosa da pele que ocorre durante a gravidez, geralmente no segundo ou terceiro trimestre e/ou imediatamente após o nascimento. Era inicialmente denominada herpes gestacional devido à aparência semelhante, embora não tenha nenhuma associação com o herpesvírus.